# Ichthyodes striata
Ichthyodes striata là một loài bọ cánh cứng trong họ Cerambycidae.